# Liste der Biografien/Schek
Liste der Biografien |
Portal Biografien |
Personensuche
# |
A |
B |
C |
D |
E |
F |
G |
H |
I |
J |
K |
L |
M |
N |
O |
P |
Q |
R |
S |
T |
U |
V |
W |
X |
Y |
Z |
?
 
Sa |
Sb |
Sc |
Sd |
Se |
Sf |
Sg |
Sh |
Si |
Sj |
Sk |
Sl |
Sm |
Sn |
So |
Sp |
Sq |
Sr |
Ss |
St |
Su |
Sv |
Sw |
Sy |
Sz
 
Sca–Sce |
Sch |
Sci–Scz
 
Scha |
Schc |
Schd |
Sche |
Schg |
Schi |
Schj |
Schk |
Schl |
Schm |
Schn |
Scho |
Schp |
Schr |
Schs |
Scht |
Schu |
Schv |
Schw |
Schy
 
Scheb |
Schec |
Sched |
Schee |
Schef |
Scheg |
Scheh |
Schei |
Schej |
Schek |
Schel |
Schem |
Schen |
Schep |
Scher |
Sches |
Schet |
Scheu |
Schev |
Schew |
Schex |
Schey
Die Liste der Biografien führt alle Personen auf, die in der deutschsprachigen Wikipedia einen Artikel haben. Dieses ist eine Teilliste mit 14 Einträgen von Personen, deren Namen mit den Buchstaben „Schek“ beginnt.

## Schek
- Schek, Hans-Jörg (* 1940), deutscher Mathematiker und Informatiker
- Schek, Herbert (* 1932), deutscher Motorrad-Enduro-Rennfahrer und Motorrad-Hersteller

### Scheka
- Schekanda, König von Makuria, Nubien
- Schekari, Mohsen (1999–2022), iranisches Justizopfer
- Schekassjuk, Boris Petrowitsch (1948–2010), russischer Germanist und Übersetzer

### Scheke
- Schekel, Olha (* 1994), ukrainische Radsportlerin
- Schekerbekowa, Schaina (* 1989), kasachische Boxerin
- Schekerletowa, Elena (* 1964), bulgarische Diplomatin

### Schekm
- Schekman, Randy (* 1948), US-amerikanischer BiochemikerRandy Schekman (* 1948)

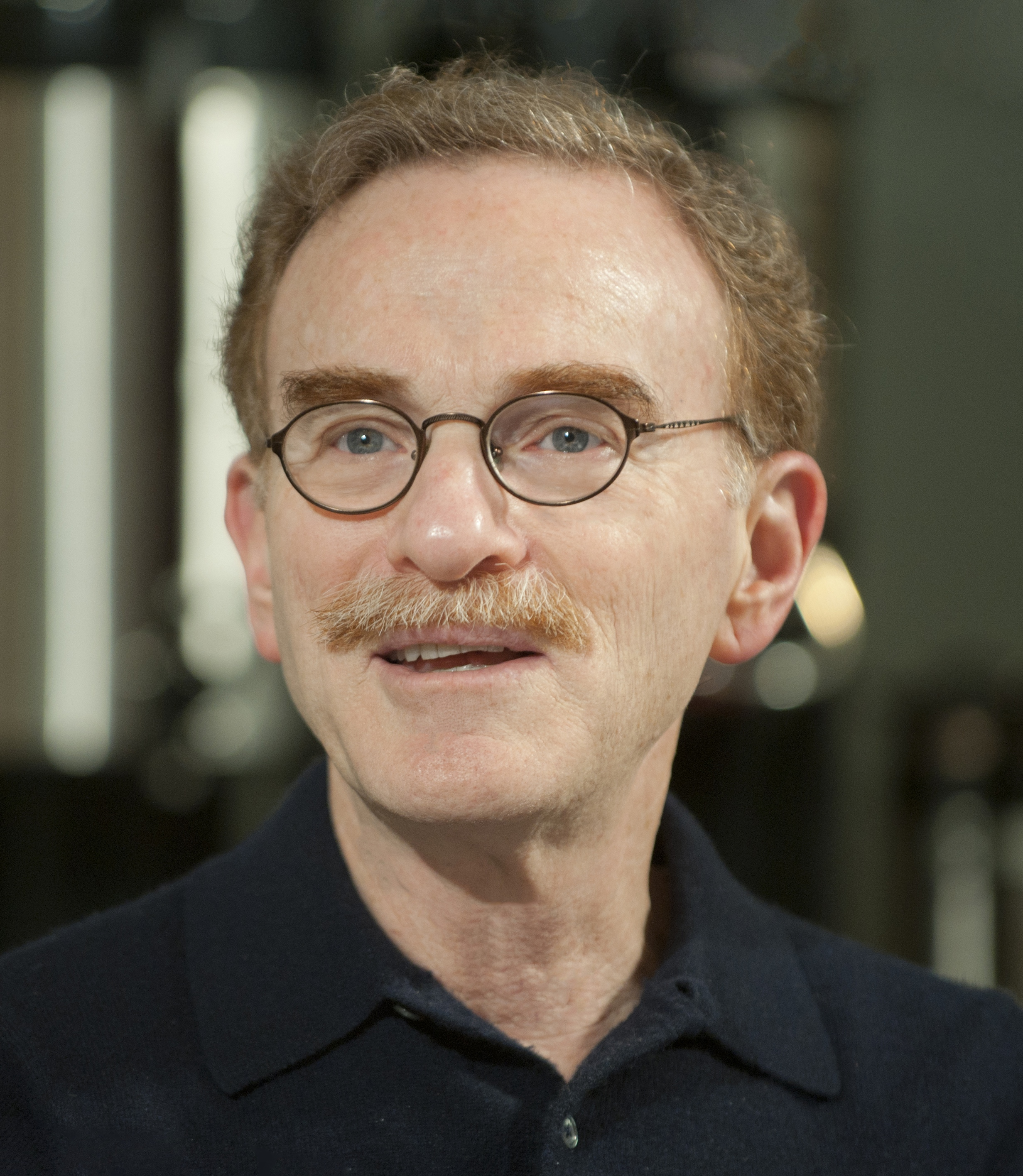
Randy Schekman (* 1948)

### Scheko
- Schekow, Iwan (* 1942), bulgarisch-deutscher Komponist
- Schekow, Nikola (1865–1949), bulgarischer General der Infanterie, Kriegsminister sowie Oberbefehlshaber der bulgarischen Armee im Ersten Weltkrieg
- Schekow, Petar (1944–2023), bulgarischer Fußballspieler
- Schekowa, Alexandra (* 1987), bulgarische Snowboarderin

### Scheku
- Schekulina, Olga Anatoljewna (1900–1973), sowjetische Malerin